# Connecting Humanity
Connecting Humanity (arabisch ربط الإنسانية, DMG rabṭ al-insāniyya ‚Verbinden der Menschheit‘, auch: eSims for Gaza) ist ein Aktivistenkollektiv, welches Menschen in Gaza mithilfe gespendeter eSIMs Internetzugang bietet und so die Verbindung zu Netzwerken außerhalb des Gazastreifens ermöglicht. Die Organisation wird von Mirna El Helbawi geleitet, einer ägyptischen Journalistin, Schriftstellerin und Aktivistin. Mehr als 200.000 Menschen in Gaza (ca. 10 % der Bevölkerung) haben auf diese weise Internetzugang durch eSIMs.

## Hintergrund
Das israelische Kommunikationsministerium kontrolliert den Mobilfunk und die Technologie, welche die Palästinenser entwickeln dürfen. Diese ist auf 2G beschränkt. Direkte Attacken auf die Telekommunications-Infrastruktur durch Israel, Elektrizitätsblockaden und Treibstoffkappheiten haben fast zum Totalausfall der größten Netzbetreiber in Gaza geführt.
Der fehlende Internetzugang hinderte die Bürger des Gazastreifens daran, mit ihren Angehörigen zu kommunizieren, sich über Operationen der israelischen Armee zu informieren und die am stärksten gefährdeten Gebiete sowie mögliche Fluchtwege zu identifizieren. Die Stromausfälle behinderten auch die Notdienste, was die Ortung und den Zugang zu Verletzten in Notsituationen erschwerte, und auch die Arbeit humanitärer Hilfsorganisationen und Journalisten behinderte.

## Erster Einsatz von eSIMs
Mirna El Helbawi entdeckte, dass Menschen in Gaza eSIMs (eine programmierbare SIM-Karte, die in Smartphones eingebaut ist) nutzen können, um sich beim Roaming mit entfernten Telekommunikationsnetzen (vor allem ägyptischen und israelischen Netzen) zu verbinden. Die ersten Menschen, die sie auf diese Weise verbinden konnte, waren der ägyptische Journalist Ahmed El-Madhoun und die palästinensische Journalistin Hind Khoudary. Das Kollektiv nutzt eSIMs der Provider Nomad, Holafly, Airalo und Simly, welche durch übertragbare, einmalige QR-Codes aktiviert werden.

## Auswirkungen
Bis Dezember 2023 erhielten 200.000 Gaza-Bewohner (etwa 10 % der Bevölkerung) über eine von Connecting Humanity bereitgestellte eSIM Internetzugang.